# Olympische Zomerspelen 1972

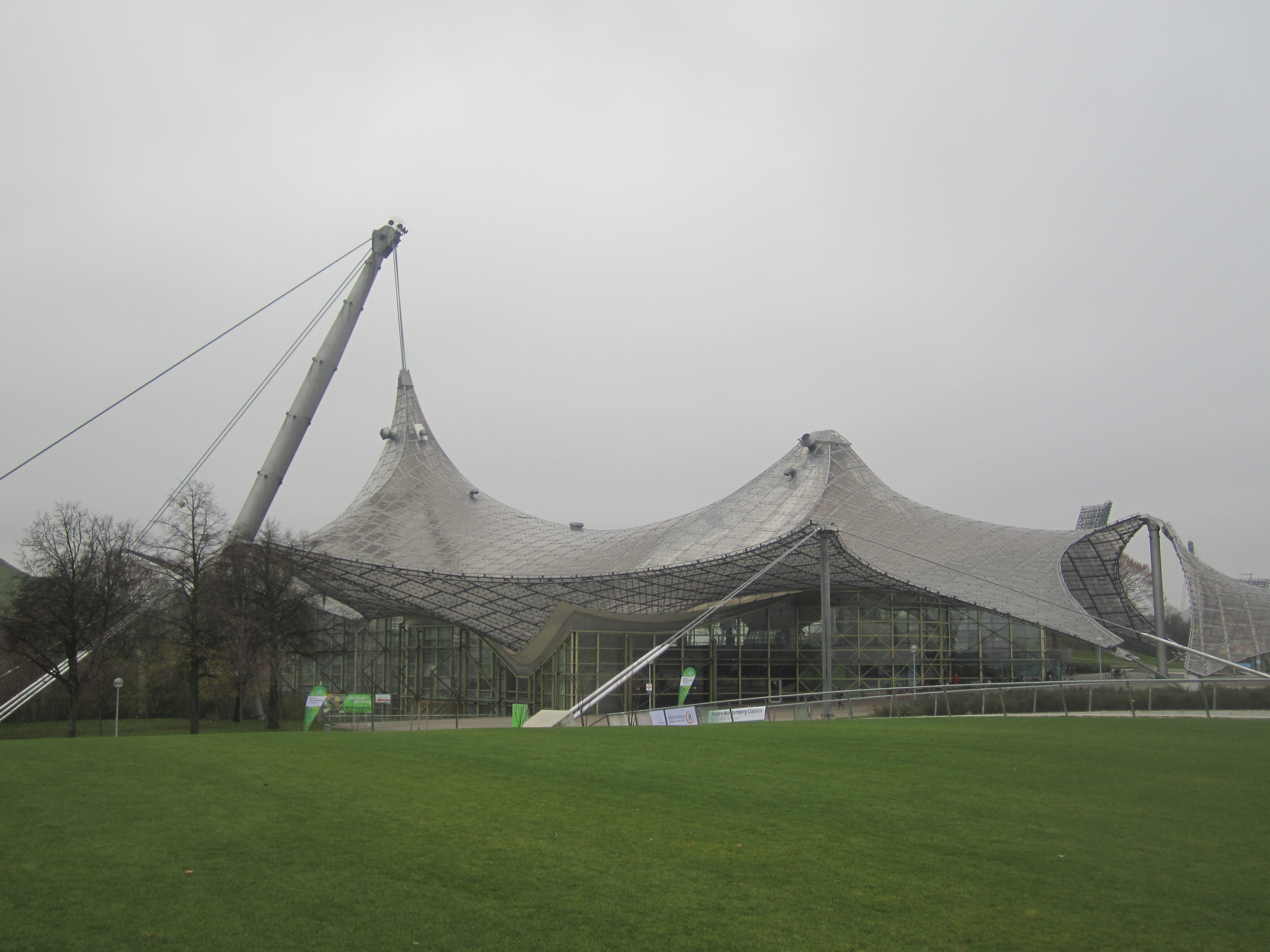
zwemmen

De Olympische Zomerspelen van de XXe Olympiade werden in 1972 in München gehouden, in de Bondsrepubliek Duitsland. München kreeg de Spelen toegewezen voor Detroit, Madrid en Montreal.
Er werd een budget van 172 miljoen DM uitgetrokken. Er werd een nieuw sportterrein aangelegd, op het voormalige vliegveld Oberwiesenfeld, waar ooit nog Édouard Daladier voor Frankrijk en Neville Chamberlain voor Engeland waren geland om met Adolf Hitler te onderhandelen. Daar kon een groot aantal wedstrijden dicht bij elkaar worden gehouden. De drie grootste stadions zijn het olympisch stadion, de Olympia-Schwimmhalle voor zwemmen en de Olympiahalle. Opvallend aan deze stadions was de avant-gardistische architectuur met een doorschijnend dak in de vorm van een spinnenweb. Het park heet tegenwoordig het Olympiapark, van de sportaccommodaties wordt nog veel gebruikgemaakt.

## Gijzelingsdrama
De Spelen van München zouden vooral vrolijke Spelen moeten worden. Op deze manier hoopten de Duitse organisatoren de herinneringen aan de dubieuze editie van 1936 in Berlijn uit te wissen. De eerste week was het ook een voorbeeldig sportfeest. Dit werd echter wreed verstoord op 5 september, toen een aantal Palestijnse guerrillastrijders van de organisatie Zwarte September het Israëlische onderkomen aan de Connollystrasse 31 in het olympisch dorp binnenvielen. De Palestijnen doodden twee Israëli's en gijzelden negen leden van de Israëlische ploeg.
Na lang onderhandelen, waarbij de Zwarte September de vrijlating eiste van een groot aantal Palestijnse en andere politieke gevangenen, vond er een mislukte reddingsoperatie plaats op het militaire vliegveld Fürstenfeldbruck. Er waren scherpschutters op het dak gestationeerd en er waren pantserwagens om de gijzelaars in af te voeren onderweg naar het vliegveld. Mensen zagen op hun tv wat zich afspeelde op het vliegveld en reden ernaartoe, wat voor een uur vertraging zorgde voor de pantserwagens. Intussen openden de scherpschutters het vuur op de kidnappers, maar faalden hier enorm. De meeste van hen konden tijdig dekking zoeken en een van hen gooide een handgranaat in een van de helikopters waar gijzelaars in zaten, terwijl een andere het vuur opende op de tweede helikopter. Alle negen gegijzelden, een politieman en vijf Palestijnen kwamen hierbij om het leven.
Aanvankelijk meldden de Duitse autoriteiten, onder leiding van minister van binnenlandse zaken Hans-Dietrich Genscher, dat alle gijzelaars het drama hadden overleefd. Pas later meldde een woordvoerder van het IOC dat "aanvankelijke berichten al te optimistisch" waren geweest.
De Spelen werden een dag stilgelegd en er werd een herdenkingsdienst gehouden in het olympische stadion. Tijdens een toespraak maakte de IOC-voorzitter Avery Brundage een einde aan de onzekerheid of de Spelen wel door zouden moeten gaan met de legendarische woorden: 'The Games must go on'. Het Nederlandse Olympische Comité besloot dat de Nederlandse atleten zelf moesten kiezen of ze wilden blijven of niet. Vijf Nederlandse deelnemers en verslaggever Dick van Rijn besloten de Spelen verder voor gezien te houden.

## Hoogtepunten
- Op deze Spelen werd voor de eerste maal een mascotte voorgesteld: Waldi de dashond.
- Politiek speelde ook op de Spelen een zeer belangrijke rol. Afrika dreigde ermee alle deelnemers terug te trekken indien Rhodesië niet werd uitgesloten. Rhodesië moest onder de Britse vlag aantreden aangezien de Verenigde Naties het bewind in Salisbury niet hadden erkend. Dit was een beslissing waarmee vele Afrikaanse landen het oneens waren. Afrika werd gesteund door de zwarte Amerikanen en won het pleit. Rhodesië werd geschrapt.
- Mark Spitz zwom zeven wereldrecords en won daarmee het recordaantal van zeven gouden medailles op één olympisch toernooi. Zijn totaal kwam hiermee op negen. Vier jaar eerder, in Mexico, had hij al twee gouden medailles behaald met de estafetteploeg. In 1972 won Spitz vier individuele nummers: de 100 en 200 meter vrije slag en de 100 en 200 vlinderslag, en drie estafettes: de 4 × 100 en de 4 × 200 m vrije slag en de 4 × 100 m wisselslag.
- Ook het vrouwenzwemmen had zijn grote kampioene. De vijftienjarige Australische Shane Gould haalde drie gouden: 200 en 400 meter vrije slag en 200 meter wisselslag, één zilveren: 800 meter vrije slag en één bronzen medaille: 100 meter vrije slag.
- Lasse Virén uit Finland won de 5.000 en 10.000 meter, nadat hij op het laatste onderdeel ten val kwam. Hij zou deze prestatie weten te herhalen bij de Spelen van 1976.
- De Sovjet Valeri Borzov versloeg de Amerikaanse sprinters op de 100 en de 200 meter.
- Handbal, voor het laatst op het programma in 1936, en boogschieten, niet meer sinds 1920, maken hun rentree op de Olympische Spelen.
- Wildwaterkanoën staat voor het eerst op het programma.
- Ulrike Meyfarth, die voor West-Duitsland in de atletiek meedeed, was pas zestien jaar bij haar deelname aan het hoogspringen. Zij verbeterde haar persoonlijke record met zeven cm, evenaarde het wereldrecord en won goud. Daarmee werd zij de jongste atleet ooit die een gouden medaille wist te winnen op een individueel onderdeel.
- Badminton en waterskiën waren demonstratiesporten.
- Voor het eerst werd de olympische eed ook door een jurylid afgelegd.
- Tijdens de 400 meter wisselslag halen de Zweed Larson en de Amerikaan McKee tot op de honderdste seconde dezelfde tijd. De gouden medaille wordt toegekend aan Larson op basis van het bestuderen van de tijd tot op een duizendste nauwkeurig. Als een jaar later tijdens een schoonmaakbeurt het zwembad opnieuw wordt gemeten blijkt de baan van de Zweed een paar millimeters korter. De internationale zwemfederatie besluit daarop geen gebruik meer te maken van de tijden met een precisie van een duizendste van een seconde.
- Voor het eerst in de olympische geschiedenis winnen de Verenigde Staten niet het basketbaltoernooi. Amerika verliest met één punt verschil in de finale van de Sovjet-Unie.
- De Russische gymnaste Olga Korboet werd de lievelinge van de pers nadat ze met de Sovjetploeg het goud in de meerkamp had gewonnen. Helaas verloor ze een kans op een medaille in de individuele meerkampfinale na een val, maar ze won toch nog tweemaal goud op de balk en op de grondoefening. Op de balk baarde ze opzien door als eerste turnster in de olympische geschiedenis een dubbele achterwaartse salto te maken.
- Twee zwarte Amerikaanse atleten, Vince Matthews en Wayne Collett, die respectievelijk goud en zilver hadden gewonnen op de 400 meter, toonden weinig respect tijdens de medaille-uitreiking door te spelen met hun medailles en met elkaar te grappen terwijl het Amerikaanse volkslied speelde. Beide atleten werden voor het leven verbannen van de Spelen.
- De Amerikaan Dan Gable won de gouden medaille in het lichtgewicht worstelen, zonder dat er ook maar een punt tegen hem werd gescoord.

## Sporten
Tijdens deze Spelen werd er meegedaan met 21 olympische sporten. Als demonstratiesporten stonden badminton en waterskiën op het programma.

### Mutaties
| Sport         | Nieuw | Verdwenen (t.o.v. 1968) | Opmerkingen                                       |
| ------------- | --- | ----------------------- | ------------------------------------------------- |
| atletiek      | 100m horden (m) 4x400m (v) 1500m (v)                                                                              | 80m horden (v)          |                                                   |
| boogschieten  | individueel (m) individueel (v)                                                                                   |                         |                                                   |
| gewichtheffen | vlieg (m) superzwaar (m)                                                                                          |                         |                                                   |
| handbal       | mannen |                         |                                                   |
| judo          | licht (m) half midden (m) midden (m) licht zwaar (m) zwaar (m) open (m)                                           |                         | Judo keert na 8 terug op het Olympische programma |
| kanovaren     | C-1 slalom (v) C-2 slalom (v) K-1 slalom (m) K-1 slalom (v)                                                       |                         |                                                   |
| schietsport   | bewegend doel |                         |                                                   |
| worstelen     | lichtvlieg Grieks-Romeins (m) superzwaar Grieks-Romeins (m) lichtvlieg vrije stijl (m) superzwaar vrije-stijl (m) |                         |                                                   |
| zeilen        | soling tempest | 5,5meter                |                                                   |
|               | 25 | -2                      | +23                                               |

### Atletiek
In deze tak van sport waren 24 onderdelen voor mannen en 14 onderdelen voor vrouwen opgenomen. De deelname werd geregeld via het International Association of Athletics Federations IAAF waardoor bloeddoping werd uitgebannen, hoewel er nog geen methode bestond om de benodigde controles uit te voeren. De tijdmeting verliep voor het eerst volautomatisch tot op honderdsten van een seconde. Bij de werpdisciplines werd voor de afstandsmeting voor het eerst de meting niet meer uitgevoerd met een meetlint maar door middel van infraroodstralen via een in het trefpunt geplaatste prismareflector.

## Deelnemende landen

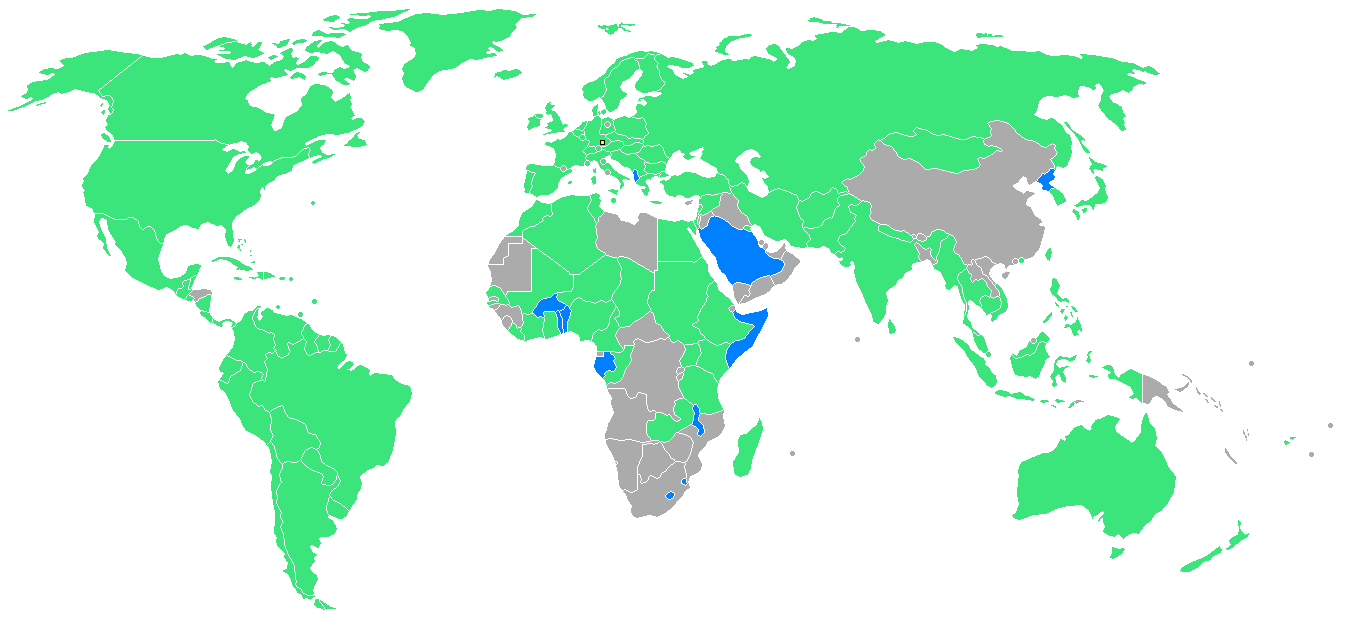

Er deden 121 landen mee aan deze Spelen. Elf landen maakten hun debuut: Albanië, Dahomey, Gabon, Lesotho, Malawi, Noord-Korea, Oppervolta, Saoedi-Arabië, Somalië, Swaziland en Togo. Ook Libië had zich aangemeld om deel te nemen, maar de drie wielrenners trokken zich terug.

### Belgische prestaties
België haalde twee zilveren medailles op deze Spelen, beide in de atletiek.
- Miel Puttemans won zilver achter Lasse Virén in de 10.000 meter.
- Karel Lismont deed zijn Europese titel op de marathon, veroverd het jaar voordien in Helsinki, alle eer aan en eindigde tweede in deze discipline na de Amerikaan Frank Shorter.

Medailles
| Medaille   | Winnaar        | Onderdeel              |
| ---------- | -------------- | ---------------------- |
| Zilver (2) | Miel Puttemans | atletiek, 10.000 meter |
| Zilver (2) | Karel Lismont  | atletiek, marathon     |

### Nederlandse prestaties
- De uitstekende prestaties van judoka Wim Ruska door zowel de categorie van de zwaargewichten als de open categorie te winnen kunnen in Nederland niet op veel lof rekenen. Het wordt hem kwalijk genomen dat hij zich niet had teruggetrokken na de gijzeling van de Israëliërs.
- Eenzelfde reactie viel ook Hennie Kuiper ten deel na zijn winst bij de wegwedstrijd bij het wielrennen.
- Verder werden er nog medailles verdiend op het water, bij het kanoën en roeien.
- De bronzen medaille van de Nederlandse ploeg bij de 100 km ploegentijdrit is later geschrapt door de diskwalificatie van de Nederlandse ploeg wegens vermeend dopinggebruik door Aad van den Hoek. Het team bestond verder uit Hennie Kuiper, Fedor den Hertog en Cees Priem.
- In de demonstratiesport waterskiën behaalde Willy Stähle goud bij de figuren en zilver bij de slalom.

Medailles
| Medaille   | Winnaar                          | Onderdeel                    |
| ---------- | -------------------------------- | ---------------------------- |
| Goud (3)   | Hennie Kuiper                    | wielersport, wegwedstrijd    |
| Goud (3)   | Wim Ruska                        | judo, zwaargewichten         |
| Goud (3)   | Wim Ruska                        | judo, open klasse            |
| Zilver (1) | Mieke Jaapies                    | kanovaren                    |
| Brons (1)  | Roel Luijnenburg en Ruud Stokvis | roeien, twee zonder stuurman |

### Nederlands-Antilliaanse prestaties
Bij hun vijfde deelname werden de Nederlandse Antillen vertegenwoordigd door twee sporters in ook twee sporten. Aan het gewichtheffen nam Roberto Lindeborg deel en eindigde op de 19e plaats in zijn gewichtsklasse. In de schietsport nam Eduardo Adriana deel op het onderdeel kleinkalibergeweer liggend en eindigde op de 100e plaats.

### Surinaamse prestaties
Namens Suriname namen ook twee deelnemers deel. In de atletiek nam Sammy Monsels deel op de onderdelen 100 en 200 meter, beide keren kwam hij niet verder dan de tweede ronde. In het judo was Iwan Blijd actief als lichtgewicht (-63 kg), hij verloor in de eerste ronde van de Zwitser Marcel Burkhard.

## Medaillespiegel
Er werden 600 medailles uitgereikt. Het IOC stelt officieel geen medailleklassement op, maar geeft desondanks een medailletabel ter informatie. In het klassement wordt eerst gekeken naar het aantal gouden medailles, vervolgens de zilveren medailles en tot slot de bronzen medailles.
In de volgende tabel staat de top-10 en het Belgische en Nederlandse resultaat. Het gastland heeft een blauwe achtergrond en het grootste aantal medailles in elke categorie is vetgedrukt.
Zie de medaillespiegel van de Olympische Zomerspelen 1972 voor de volledige weergave.
| Plaats | Land                     | NOC | Goud | Zilver | Brons | Totaal |
| ------ | ------------------------ | --- | ---- | ------ | ----- | ------ |
| 1      | Sovjet-Unie              | URS | 50   | 27     | 22    | 99     |
| 2      | Verenigde Staten         | USA | 33   | 31     | 30    | 94     |
| 3      | DDR                      | GDR | 20   | 23     | 23    | 66     |
| 4      | Bondsrepubliek Duitsland | FRG | 13   | 11     | 16    | 40     |
| 5      | Japan                    | JPN | 13   | 8      | 8     | 29     |
| 6      | Australië                | AUS | 8    | 7      | 2     | 17     |
| 7      | Polen                    | POL | 7    | 5      | 9     | 21     |
| 8      | Hongarije                | HUN | 6    | 13     | 16    | 35     |
| 9      | Bulgarije                | BUL | 6    | 10     | 5     | 21     |
| 10     | Italië                   | ITA | 5    | 3      | 10    | 18     |
|        |                          |     |      |        |       |        |
| 16     | Nederland                | NED | 3    | 1      | 1     | 5      |
| 29     | België                   | BEL | 0    | 2      | 0     | 2      |

Atletiek · Badminton (demonstratie) · Basketbal · Boksen · Boogschieten · Gewichtheffen · Handbal · Hockey · Judo · Kanovaren · Moderne vijfkamp · Paardensport · Roeien · Schermen · Schietsport · Schoonspringen · Turnen · Voetbal · Volleybal · Waterpolo · Waterskiën (demonstratie) · Wielersport · Worstelen · Zeilen · Zwemmen
Afghanistan · Albanië · Algerije · Amerikaanse Maagdeneilanden · Argentinië · Australië · Bahama's · Barbados · België · Bermuda · Birma · Bolivia · Bondsrepubliek Duitsland · Brazilië · Brits-Honduras · Bulgarije · Canada · Ceylon · Chili · Colombia · Congo-Brazzaville · Costa Rica · Cuba · Dahomey · Denemarken · Dominicaanse Republiek · Duitse Democratische Republiek · Ecuador · Egypte · El Salvador · Ethiopië · Fiji · Filipijnen · Finland · Frankrijk · Gabon · Ghana · Griekenland · Groot-Brittannië · Guatemala · Guyana · Haïti · Hongarije · Hongkong · Ierland · IJsland · India · Indonesië · Iran · Israël · Italië · Ivoorkust · Jamaica · Japan · Joegoslavië · Kameroen · Kenia · Khmerrepubliek · Koeweit · Lesotho · Libanon · Liberia · Liechtenstein · Luxemburg · Madagaskar · Malawi · Maleisië · Mali · Malta · Marokko · Mexico · Monaco · Mongolië · Nederland · Nederlandse Antillen · Nepal · Nicaragua · Nieuw-Zeeland · Niger · Nigeria · Noord-Korea · Noorwegen · Oeganda · Oostenrijk · Opper-Volta · Pakistan · Panama · Paraguay · Peru · Polen · Portugal · Puerto Rico · Roemenië · San Marino · Saoedi-Arabië · Senegal · Singapore · Soedan · Somalië · Sovjet-Unie · Spanje · Suriname · Swaziland · Syrië · Taiwan · Tanzania · Thailand · Togo · Trinidad en Tobago · Tsjaad · Tsjecho-Slowakije · Tunesië · Turkije · Uruguay · Venezuela · Verenigde Staten · Vietnam · Zambia · Zuid-Korea · Zweden · Zwitserland
Olympische Zomerspelen
Olympische Winterspelen
Gerelateerd
Olympische Jeugdspelen · Paralympische Spelen · Deaflympische Spelen · Special Olympic World Games
IOC · COA · BOIC · NOC*NSF · NAOC · SOC
- Gemeinsame Normdatei: 2021043-7
- Library of Congress Control Number: n82111974
- Nationale Bibliotheek van Tsjechië: kn20060223015
- Nationale Bibliotheek van Israël: 987007592292005171
- Virtual International Authority File: 150948632